# Mylothris elodina
Mylothris elodina är en fjärilsart som beskrevs av Talbot 1944. Mylothris elodina ingår i släktet Mylothris och familjen vitfjärilar. Inga underarter finns listade i Catalogue of Life.